# Ферари (Тренто)
Ферари је насеље у Италији у округу Тренто, региону Трентино-Јужни Тирол.
Према процени из 2011. у насељу је живело 61 становника. Насеље се налази на надморској висини од 946 м.